# Zanzibar Zachodni
Zanzibar Zachodni (suahili: Mjini Magharibi)  – region (mkoa) w Tanzanii.
W 2002 roku region zamieszkiwało 390 074 osób. W 2012 ludność wynosiła 593 678 osób, w tym 283 590 mężczyzn i 310 088 kobiet, zamieszkałych w 113 420 gospodarstwach domowych.
Region podzielony jest na 2 jednostki administracyjne drugiego rzędu (dystryktów):
- Magharibi
- Mjini